# آکیرا تاکاسه
آکیرا تاکاسه (انگلیسی: Akira Takase؛ زادهٔ ۲۱ سپتامبر ۱۹۸۸) بازیکن فوتبال اهل ژاپن است.